# Белинский, Степан Сидорович
Степан Сидорович Белинский — механик-водитель 104-го танкового полка 5-й гвардейской кавалерийской дивизии 3-го гвардейского кавалерийского корпуса 2-го Белорусского фронта, старшина — на момент представления к награждению орденом Славы 1-й степени.

## Биография
Родился 20 апреля 1916 года в селе Торков ныне Тульчинского района Винницкой области Украины в семье крестьянина. Украинец. Член ВКП(б)/КПСС с 1942 года. Образование неполное среднее. После школы работал трактористом в колхозе.
В 1937 году был призван в Красную Армию и направлен в бронетанковые войска. Участвовал в советско-финляндской войне 1939—1940 годов. После окончания войны остался на сверхсрочную службу. Начало Великой Отечественной войны застало его в Западной Украине в должности механика-водителя лёгкого танка отдельного батальона связи.
С первых дней участвовал в боях с немецко-фашистскими захватчиками. Прошел ожесточённое встречное танковое сражение под городом Дубно, тяжёлые бои под Житомиром и на подступах к Киеву. В августе 1941 года вместе с другими экипажами, оставшимися без танков, Белинского направили в 23-й учебно-танковый полк для переподготовки. В тылу в совершенстве овладел танками Т-34 и КВ, изучил некоторые иностранные образцы.
На фронт удалось вернуться только летом 1943 года. Он был назначен механиком-водителем в 104-й танковый полк 5-й гвардейской кавалерийской дивизии, входившей в состав 3-го гвардейского кавалерийского корпуса. Участвовал в стремительных рейдах и дерзких ударах по тылам противника.
Летом 1944 года в битве за Белоруссию 104-й танковый полк в составе конно-механизированной группы был введён в бой. 24 июня танкист и кавалеристы, действуя на богушевском направлении, вышли на оперативный простор. 26 июня во время атаки опорного пункта в селе Догановка Богушевского района, танк, в котором старший сержант Белинский был механиком-водителем, первым ворвался на вражеские огневые позиции, раздавил противотанковую пушку вместе с прислугой и уничтожил несколько огневых точек, обеспечив тем самым успешное продвижение соседним танкам и пехоте. Через два дня так же стремительно танкисты атаковали противника в населённом пункте Смоляны. 28 июня конно-механизированная группа вышла на Березину, ходу форсировала её и устремилась на запад. За эти бои механик-водитель был награждён орденом Красной Звезды.
Развивая наступление, 3-й гвардейский кавалерийский корпус в середине июля форсировал Неман в районе Гродно и, преодолевая возросшее сопротивление противника, вскоре вступил на территорию Восточной Пруссии. 4 ноября в бою у города Гольдап старший сержант Белинский четыре раза водил в атаку свою тридцатьчетвёрку. За время этих атак он раздавил две машины и три пулемёта. Во время четвёртой атаки от огня вражеской артиллерии вышел из строя соседний танк. Экипажу его грозила смертельная опасность. В разгар боя, верный товарищескому долгу, прикрыл подбитую машину корпусом своего танка, причём, чтобы самому не оказаться мишенью, непрерывно маневрировал под огнём артиллерии, пока экипаж подбитого танка не устранил повреждение. Приказом командира 5-й гвардейской кавалерийской дивизии от 21 ноября 1944 года за мужество и отвагу проявленные в бою за город Гольдап старший сержант Степан Сидорович Белинский награждён орденом Славы 3-й степени.
Вскоре корпус был переброшен в полосу 2-го Белорусского фронта и 19 января 1945 года введён в бой на млавском направлении. Кавалеристы с ходу овладели сильным опорным пунктом Яново на территории Польши и снова вступили в Восточную Пруссию, действуя в направлении на Алленштейн. В этих боях вновь отличился старший сержант Белинский. 20 января его танк первым ворвался в населённый пункт Клейн Грабовен, преодолел три линии траншей, раздавил несколько пулемётных точек. Пробившись сквозь вражескую оборону, Белинский вывел танк на дорогу, по которой отходил большой обоз противника. Разогнав машину и врезался на полной скорости в обоз, раздавив более 15 повозок с боеприпасами. 22 января на окраине города Алленштейна дерзко ворвавшись во вражескую оборону, Белинский гусеницами танка раздавил миномёт и два пулемёта с расчётами и, умело маневрируя на поле боя, обеспечил командиру выгодные условия для стрельбы. Приказом от 14 февраля 1945 года за отличие в боях по разгрому восточно-прусской группировки противника старший сержант Степан Сидорович Белинский награждён орденом Славы 2-й степени.
Старшина Белинский и в Берлинской операции проявил себя мастером дерзких ударов и стремительных атак. 30 апреля в бою за аэродром в районе города Цахов он смелым манёвром вывел танк в тыл вражескому гарнизону, посеял панику в стане врага, раздавил гусеницами две пушки, два пулемёта и около тридцати гитлеровцев. На следующий день в ходе боя за населённый пункт Биневальде кончились боеприпасы. Но экипаж не вышел из боя. Ворвавшись в населённый пункт, Белинский раздавил гусеницами три миномёта и около двух десятков гитлеровцев. Когда навстречу выполз фашистский танк, он умелым манёвром уклонился от снарядов и таранил вражескую машину. 2 мая при взятии города Варнемюнде в результате умелых действий механика-водителя экипаж огнём из пушки и пулемёта уничтожил восемь пулемётных точек, три противотанковых орудия, пять автомашин с боеприпасами и около тридцати гитлеровцев. Белинский попутно раздавил гусеницами четыре пулемётные точки и одно орудие.
Указом Президиума Верховного Совета СССР от 29 июня 1945 года за исключительное мужество, отвагу и бесстрашие, проявленные на заключительном этапе Великой Отечественной войны в боях с гитлеровскими захватчиками старшина Степан Сидорович Белинский награждён орденом Славы 1-й степени. Стал полным кавалером ордена Славы.
После войны старшина Белинский был демобилизован. Трудился на шахте «Белореченская» треста «Ленинуголь». Жил в посёлке Белореченский ныне Луганской области Украины. Умер 20 декабря 1995 года.
Награждён орденами Славы 3-х степеней, Отечественной войны 1-й степени, Красной Звезды, медалями.